# Thoiré-sur-Dinan
Thoiré-sur-Dinan è un comune francese di 439 abitanti situato nel dipartimento della Sarthe nella regione dei Paesi della Loira.

## Società

### Evoluzione demografica
Abitanti censiti